# Spoorlijn 55 Gent - Terneuzen
Spoorlijn 55 is een spoorlijn tussen Wondelgem (Gent) in België en Terneuzen in Nederland. De lijn begon aanvankelijk in het station Gent-Sint-Pieters en vormde een westelijke ringlijn rond Gent naar Wondelgem (het "Westerringspoor"), maar dit gedeelte werd rond 1950 opgeheven. Sindsdien takt de lijn af van lijn 58 in Wondelgem en loopt via het Gentse havengebied naar het noorden. In Nederland heet deze de Dow-lijn, genoemd naar het groot chemisch complex van Dow Chemical bij Terneuzen.
Deze lijn is enkelsporig en niet geëlektrificeerd.

## Geschiedenis

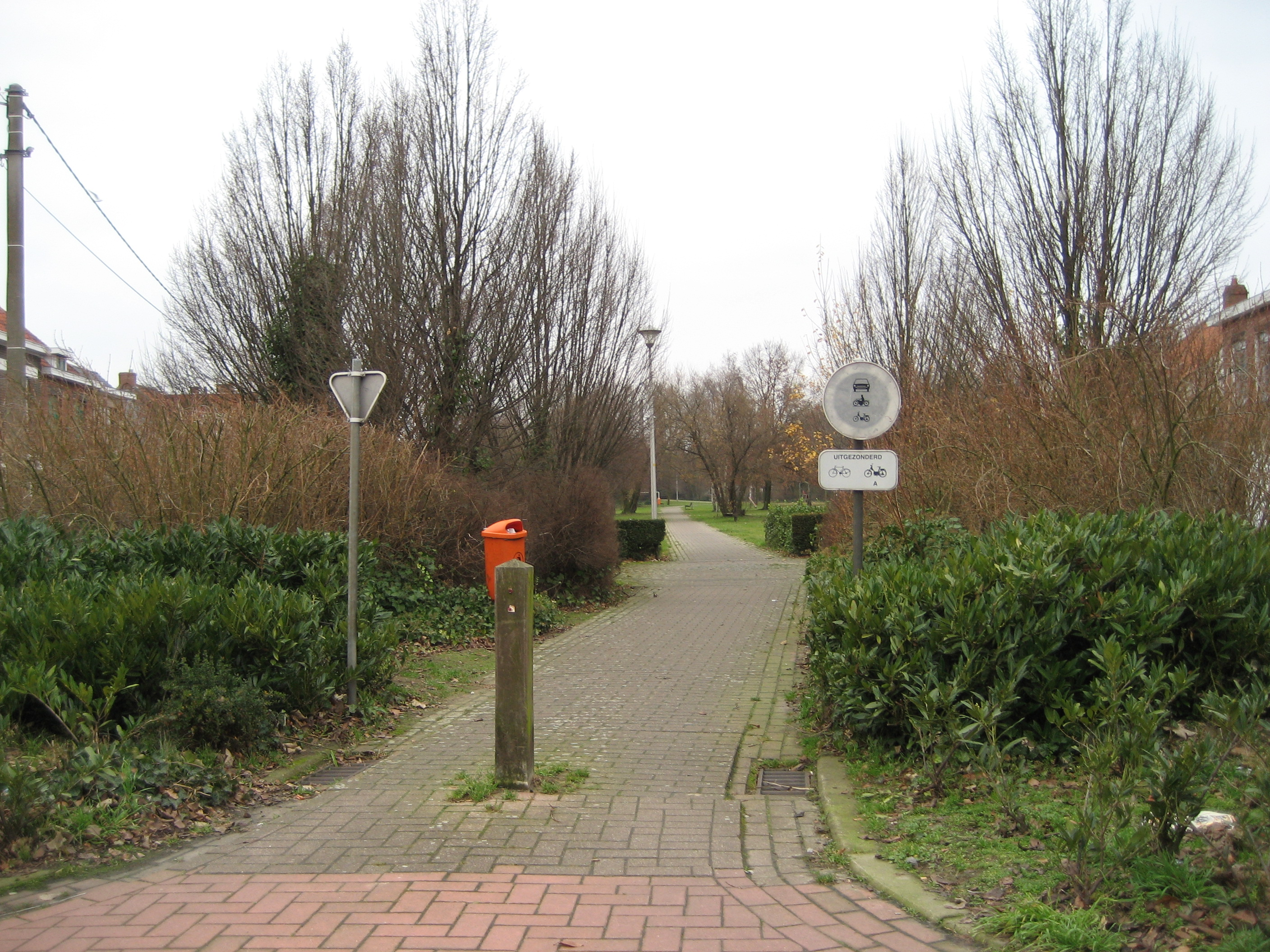
Voormalig tracé lijn 55 op de westoever van het Kanaal Gent-Terneuzen in Zelzate, thans is dit de oostoever.

De spoorlijn werd in 1865-1869 aangelegd door de in 1865 opgerichte Société Anonyme du Chemin de Fer de Gand à Terneuzen (GT). Deze had tot doel om Gent niet alleen over het water (sinds 1827 via het Kanaal Gent-Terneuzen), maar ook per spoor met Terneuzen te verbinden. In 1871 kreeg Terneuzen ook een spoorverbinding met Mechelen door de aanleg van de spoorlijn Mechelen - Terneuzen door de Société Anonyme du Chemin de Fer International de Malines à Terneuzen (MT). Tussen Sluiskil en Terneuzen maakten beide lijnen gebruik van hetzelfde spoor. De lijn van de GT werd in 1930 eigendom van de MT. In 1948 ging het eigendom van de lijn in België over naar de NMBS en in Nederland naar de NS.
In 1865 werd het Belgische gedeelte tussen Wondelgem en Zelzate geopend. Vier jaar later kwam het Nederlandse gedeelte tussen Zelzate en Terneuzen in gebruik. Voor de wereldtentoonstelling te Gent in 1913 werd de spoorlijn verlengd tot aan het Sint-Pietersstation. De lijn werd echter pas in gebruik genomen in 1922. Vanaf 1955 was het gedeelte Sint-Pietersstation tot aan de Gentse Haven al in onbruik.
Vanaf 1939 werd het reizigersverkeer opgeheven op een deel van het spoor (Sluiskil – Zelzate). De laatste reizigerstrein reed op 11 september 1961 tussen Wondelgem en Zelzate. De laatste reizigerstrein tussen Terneuzen en Hulst reed in 1951.
Het spoor wordt sindsdien alleen gebruikt voor goederenverkeer. In het Gentse havengebied zijn nog vele industriële aftakkingen die tot op vandaag nog goed gebruikt worden. De spoorlijn is enkelsporig uitgevoerd met zijsporen in Zelzate, Sas van Gent en Terneuzen; de lijn is niet geëlektrificeerd en de maximumsnelheid bedraagt 90 km/u.
In 1964 werd een nieuwe zijlijn aangelegd naar het terrein van Dow Chemical ten westen van Terneuzen. In de jaren 1960 werd het Kanaal Gent-Terneuzen verbreed en gedeeltelijk verlegd in Zelzate en Sluiskil. In Zelzate kreeg de spoorlijn vanaf 1965 een nieuw, meer westelijk tracé. De oude draaibrug te Sluiskil werd in 1968 vervangen door een nieuwe hoge draaibrug.
In 2003 is tussen Wondelgem en Zelzate het spoor opnieuw omgelegd in verband met de aanleg van het Kluizendok. Het resterende oude tracé tussen Y Ringvaart en Langerbrugge werd hernoemd naar lijn 55A.

## Materieel
Tot 1948 werd de gehele treindienst gereden met Belgisch spoorwegmaterieel. Daarna kwamen er op het Nederlandse gedeelte drie locomotoren voor rangeerwerk. De doorgaande treinen reden met Belgische locs. De spoorlijn in Zeeuws-Vlaanderen vormt sindsdien een eilandbedrijf los van de rest van het Nederlandse spoorwegnet.
In 1959 kwamen er circa zes locs van de serie NS 600 naar Zeeuws-Vlaanderen die voortaan de gehele treindienst daar verzorgden. In 1992 werden de 600-en vervangen door locs van de serie NS 2200. In 2003 werden de NS-locs vervangen door Duitse rangeerlocomotieven serie 204, deze werden in 2009 vervangen door vijf locs van de serie NS 6400. Sinds 2004 worden de treinen naar Dow Chemical gereden met Belgische locs van de reeks 77.

## Huidige toestand

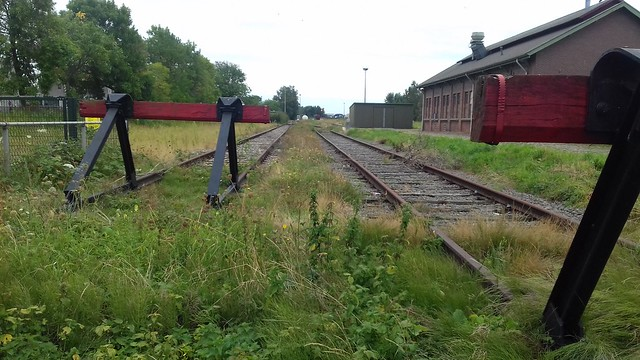
Noordelijk eindpunt van de lijn op het emplacement van Terneuzen.

Al het goederenverkeer uit Zeeuws-Vlaanderen komt langs deze lijn naar België. De hoofdmoot zijn de chemietreinen van Dow, daarnaast ook het goederenvervoer uit de haven van Terneuzen en van de Axelse Vlakte.
Van het oude tracé langs de westelijke kant van Gent, het Westerringspoor genoemd, kan men nog de oude berm aantreffen in het natuurgebied Bourgoyen en het verlengde tot aan de Brugse Vaart is een strookvormig park langs de Kempstraat. Over de Brugse Vaart loopt het oude tracé verder en is er zichtbaar als fietspad lopende tot het havengebied waar het aansluiting maakt op de bestaande spoorlijn aan de buitensingel.

## Terugkeer personenverkeer?
Diverse keren is geopperd om het personenverkeer terug te brengen op de spoorlijn. In 2011 wilde de PVV-Statenfractie dat de provincie Zeeland zich zou inzetten voor een treinverbinding, in 2013 gingen stemmen op in de gemeenteraad van Terneuzen om zich aan te sluiten bij de plannen van de Vlaamse overheid voor reactivering van reizigerstreinen tussen Gent en Zelzate.
In 2017 vroegen de gouverneur van Oost-Vlaanderen en 24 parlementsleden aan de Vlaamse en Belgische regering om herinvoering van het personenvervoer tussen Gent en Terneuzen mogelijk te maken. Deze oproep werd gesteund door de burgemeester van Terneuzen.
In december 2019 stemde de Tweede Kamer in met een onderzoek naar de mogelijkheden om het personenvervoer terug te laten keren op de spoorlijn.

## Aansluitingen
In de volgende plaatsen is of was er een aansluiting op de volgende spoorlijnen:
Gent-Sint-Pieters
Spoorlijn 50 tussen Brussel-Noord en Gent-Sint-Pieters
Spoorlijn 50A tussen Brussel-Zuid en Oostende
Spoorlijn 50A/6 tussen Gent-Sint-Pieters en Y Snepbrug
Spoorlijn 50E tussen Y Melle West en Gent-Sint-Pieters
Spoorlijn 75 tussen Gent-Sint-Pieters en Moeskroen
Wondelgem
Spoorlijn 58 tussen Y Oost Δ Ledeberg en Brugge
Spoorlijn 203 tussen Wondelgem en Wondelgem-Kanaal
Y Zuid Everstein
Spoorlijn 216 tussen Y Zuid Everstein en Evergem-Sluis
Y Noord Everstein
Spoorlijn 217 tussen Y Noord Everstein en Evergem-Dam
Bundel Zandeken
Spoorlijn 219 tussen Bundel Zandeken en Halve Maan
Zelzate
Spoorlijn 55A tussen Zelzate en Eeklo
Spoorlijn 77 tussen Sint-Gillis-Waas en Zelzate
Terneuzen
Spoorlijn 54 tussen Y Heike en Terneuzen